# Jos van Schoor
Jos Van Schoor (Vilvoorde, 29 augustus 1929 – Vilvoorde, 10 maart 2016) was een Belgisch cameraregisseur.

## Biografie
Van Schoor begon zijn carrière als cameraregisseur voor televisiereeksen van de openbare omroep. Hierbij werkte hij vaak samen met Maurits Balfoort. Samen met Balfoort werkte hij aan Jeroom en Benzamien (1966), Wij, Heren van Zichem (1969) en De vorstinnen van Brugge (1972). 
Van Schoor werkte ook mee aan televisiefilms zoals Klinkaart (1984) en Hoogtevrees (1988). In 1992 schreef hij twee episodes voor Commissaris Roos.
Van Schoor overleed in 2016 op 86-jarige leeftijd.